# マダケ属
マダケ属（マダケぞく）（真竹属）（学名：Phyllostachys）は、竹の属の一つ。華中地方原産と考えられているが、現在は温帯・亜熱帯地域の世界各地でみられる。
茎の隅々まで見られる節により隔てられた各部分は節間と呼ばれる。この構造を見ることが変種を見分ける最も簡単な方法である。
約75種200変種あり、最大の変種は30メートルにまで伸びる。大型種の多くは建材や家具の材料として利用される。